# قاسم أحمد السيد
قاسم أحمد السيد الحيالي (مواليد 10 نوفمبر 1939 هو مصارع عراقي. شارك في المصارعة الحرة للرجال في أولمبياد صيف 1960.

## روابط خارجية
- قاسم أحمد السيد على موقع أوليمبيديا (الإنجليزية)